# Stone Creek (Ohio)
Stone Creek es una villa ubicada en el condado de Tuscarawas en el estado estadounidense de Ohio. En el Censo de 2010 tenía una población de 177 habitantes y una densidad poblacional de 158,93 personas por km².

## Geografía
Stone Creek se encuentra ubicada en las coordenadas 40°23′59″N 81°33′31″O / 40.39972, -81.55861. Según la Oficina del Censo de los Estados Unidos, Stone Creek tiene una superficie total de 1.11 km², de la cual 1.11 km² corresponden a tierra firme y (0.23%) 0 km² es agua.

## Demografía
Según el censo de 2010, había 177 personas residiendo en Stone Creek. La densidad de población era de 158,93 hab./km². De los 177 habitantes, Stone Creek estaba compuesto por el 97.74% blancos, el 0.56% eran afroamericanos, el 0% eran amerindios, el 0% eran asiáticos, el 0% eran isleños del Pacífico, el 0.56% eran de otras razas y el 1.13% pertenecían a dos o más razas. Del total de la población el 0.56% eran hispanos o latinos de cualquier raza.